# Sloup Nejsvětější Trojice (Jindřichův Hradec)
Sloup se sousoším Nejsvětější Trojice (tzv. „morový sloup“) se nachází na náměstí Míru v Jindřichově Hradci. Dvacet metrů vysoký sloup byl vybudován v letech 1764–1766. Od roku 1958 je památkově chráněn.

## Historie
Autorem barokního sousoší je pravděpodobně dačický sochař Matouš Strachovský (1725– 1774). Stavbu financoval Ondřej Josef Bayer (1708–1778) c. k. správce (důstojník) zásobovací služby v císařské armádě a poštmistr v Jindřichově Hradci. Sloup byl slavnostně vysvěcen 30. listopadu 1766 proboštem Šimonem Antonínem Janderou za přítomnosti hraběte Černína a velkého zástupu lidu.

## Výzdoba
Sloup je vybudován ze žulových kvádrů. Stavba má trojúhelníkový půdorys – číslo tři odkazuje na božskou trojici. Vrchol sloupu je zakončen antickou hlavicí osazenou sousoším Nejsvětější trojice. Zcela nahoře se nachází zlatá holubice, představující Ducha Svatého. Bůh Otec a Bůh Syn společně drží zlatou korunu korunující Pannu Marii Nanebevzatou (lat. Assumpta) nacházející se v pod nimi. Sloup je tedy zároveň i Mariánským sloupem.
Pod vrcholovým výjevem se nachází (asi ve 2/3 výšky sloupu) sochy archanděla Michaela a dvou dalších andělů.

Spodní část sloupu je dělena do tří pater osazených postavami devíti světců. Ve spodním patře jsou navíc tři výklenky se sochami sv. Rozálie, sv. Anny s Pannou Marií a sv. Josefa s Ježíškem. Nad obloukovými římsami se nacházejí andílci se symboly křesťanských ctností: lásky v podobě srdce, naděje jako kotvy a víry symbolizované křížem.

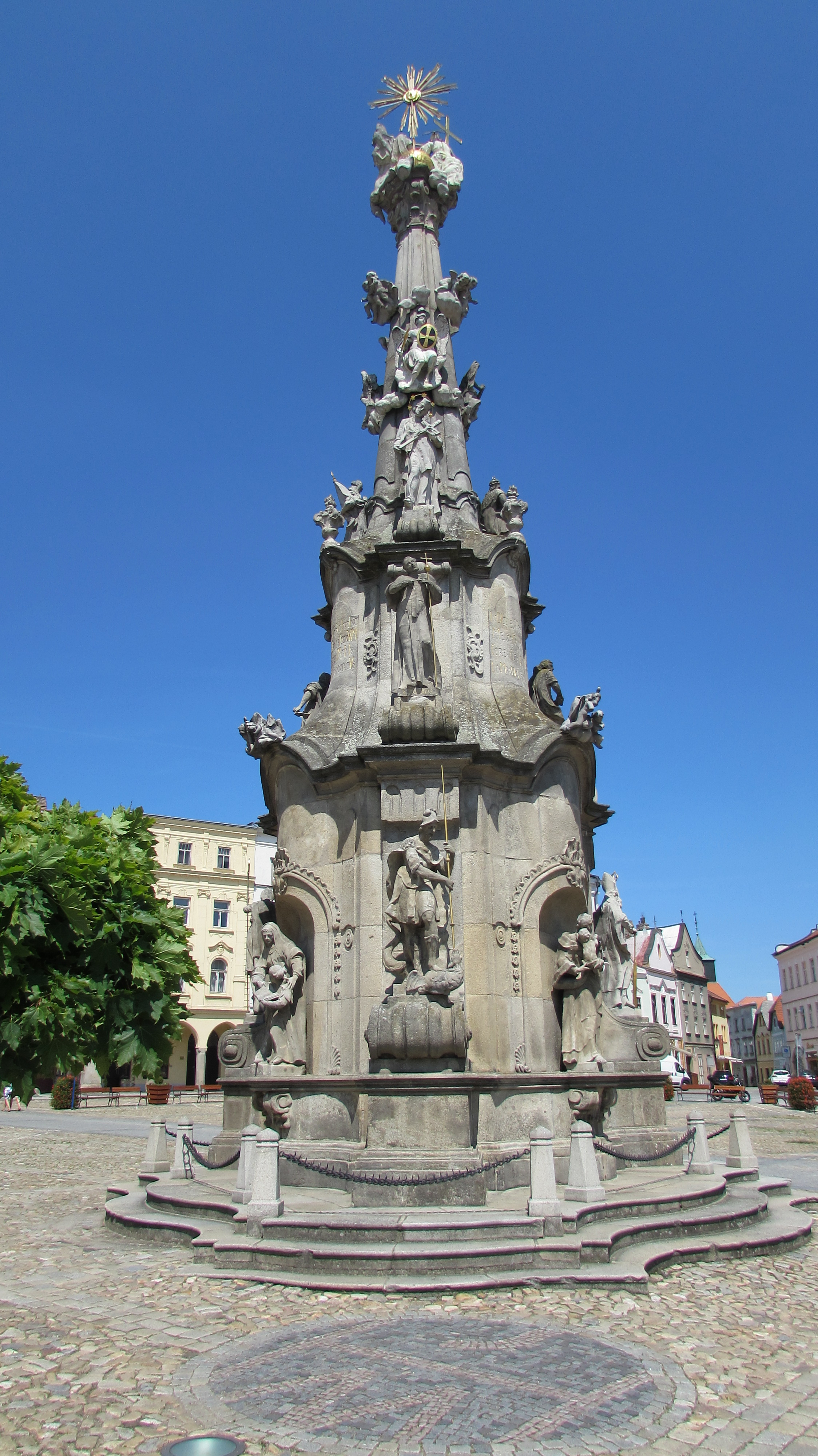
pohled od jihozápadu
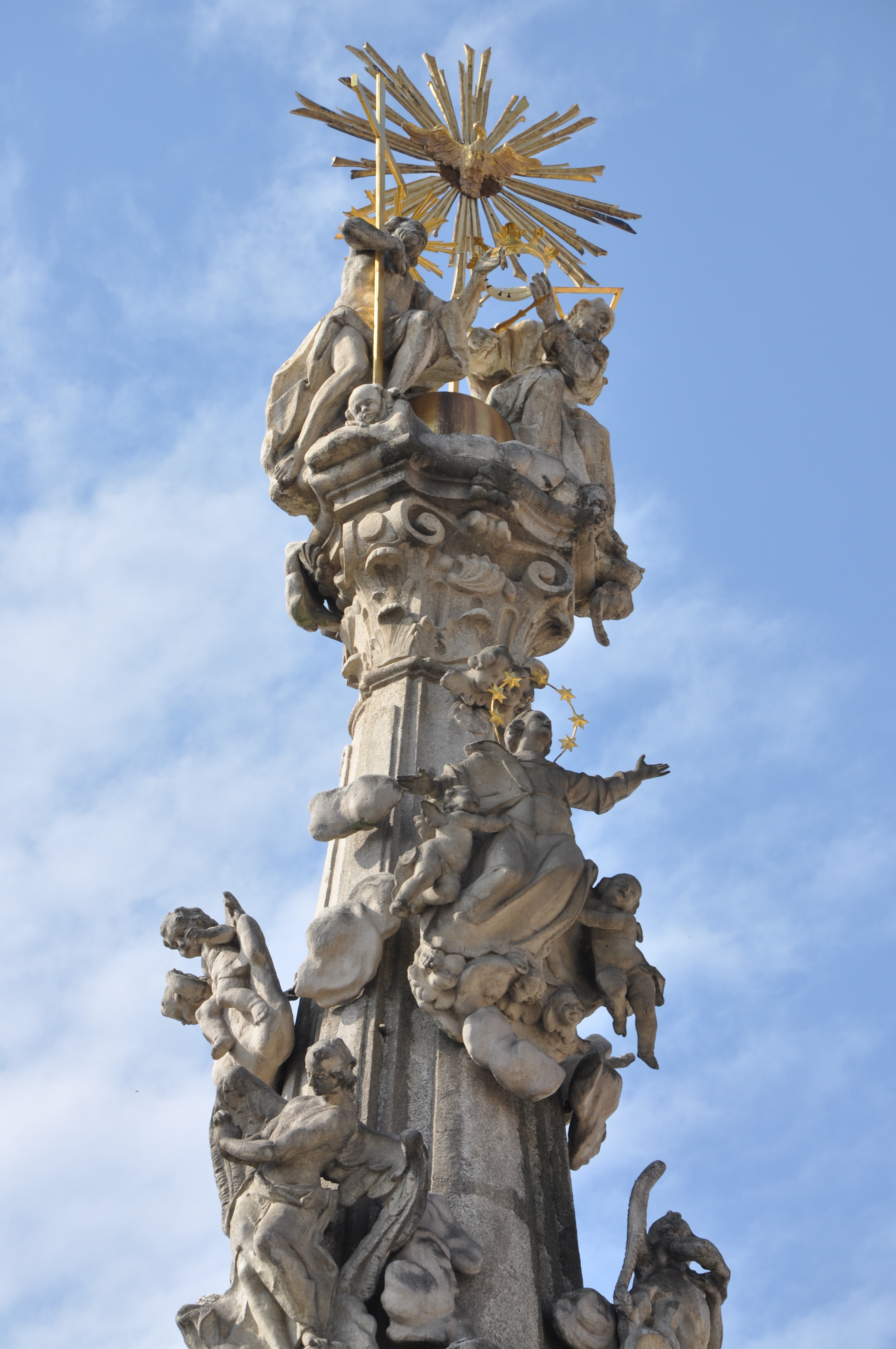
Vrchní část sloupu se výjevem Nejsvětější trojice korunující Pannu Marii.

### Sochy světců
severní hrana (od shora dolů)
- sv. Florián – ochránce před požáry
- sv. Hippolyt (voják) – patron J. Hradce
- sv. Prokop – český patron

jihovýchodní hrana
- sv. Václav – nejvyšší zemský patron
- sv. Expedit – patron poštovnictví
- sv. Vojtěch – zemský patron

jihozápadní hrana
- sv. Jan Nepomucký – zemský patron
- sv. František Xaverský – patron jezuitů
- sv. Jiří – bojovník proti kacířství

dolní výklenky
- sv. Rozálie – ochránkyně proti moru
- sv. Anna vyučující Pannu Marii
- sv. Josef s Ježíškem

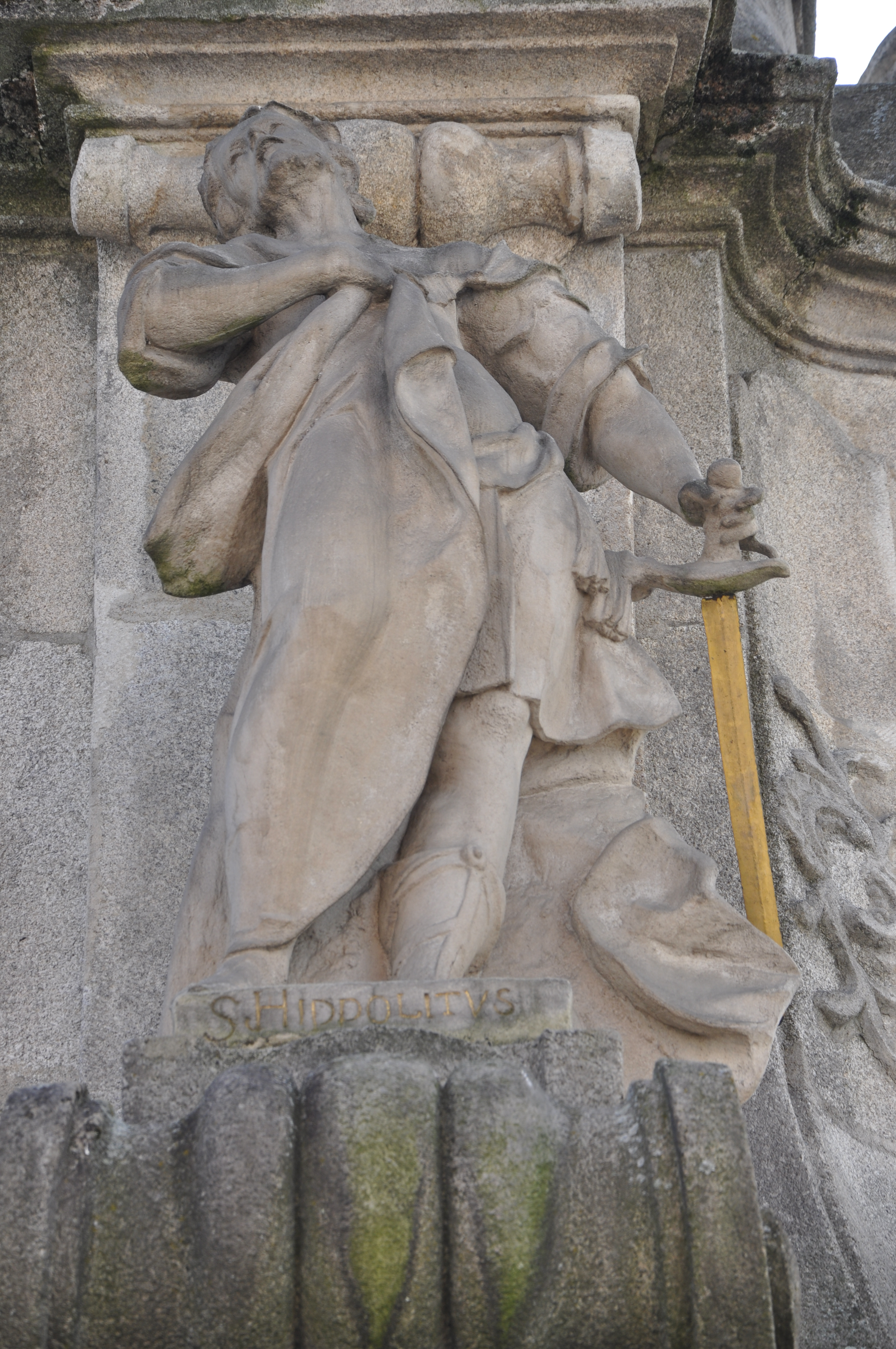
sv. Hyppolit
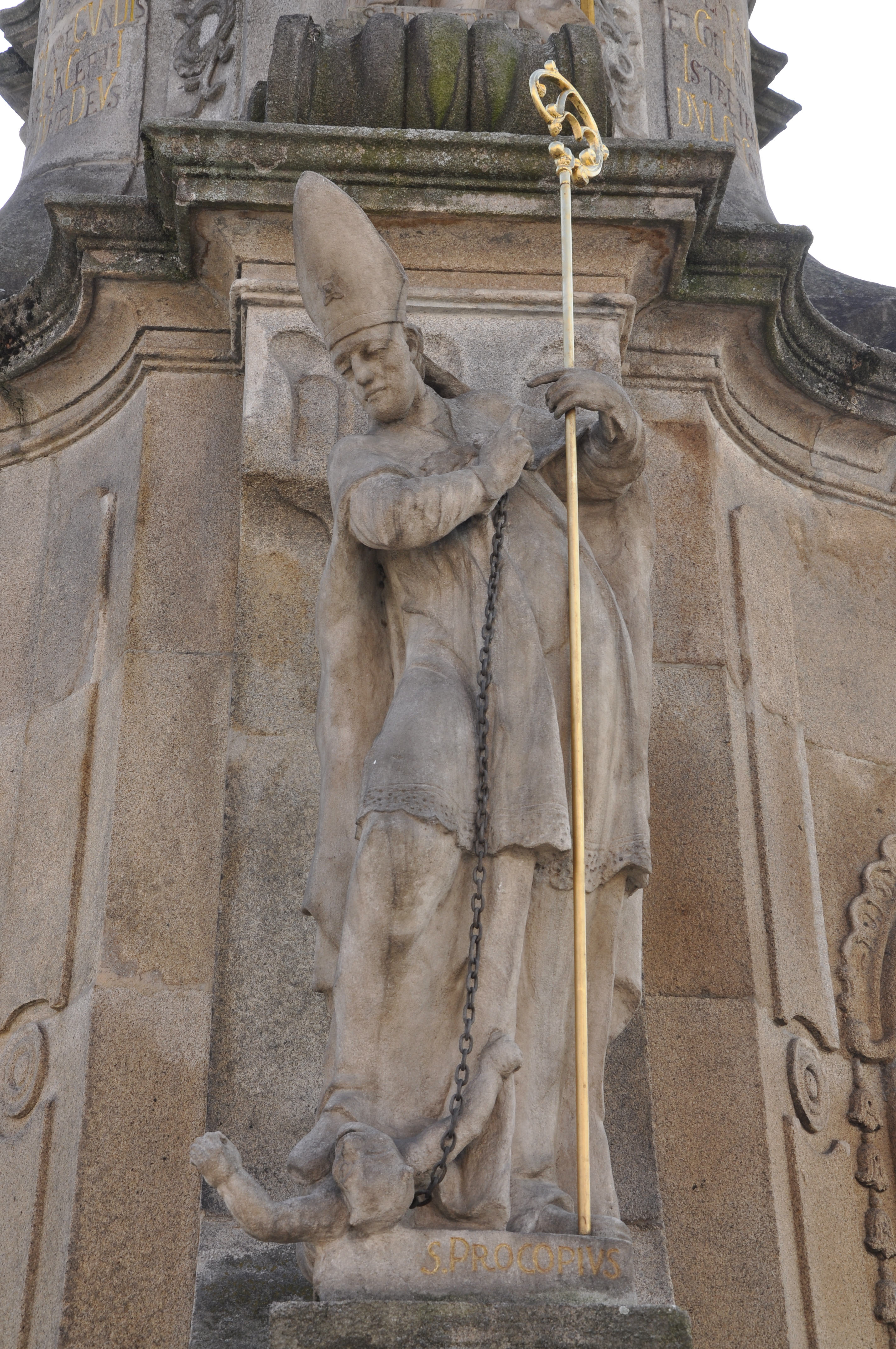
sv. Prokop
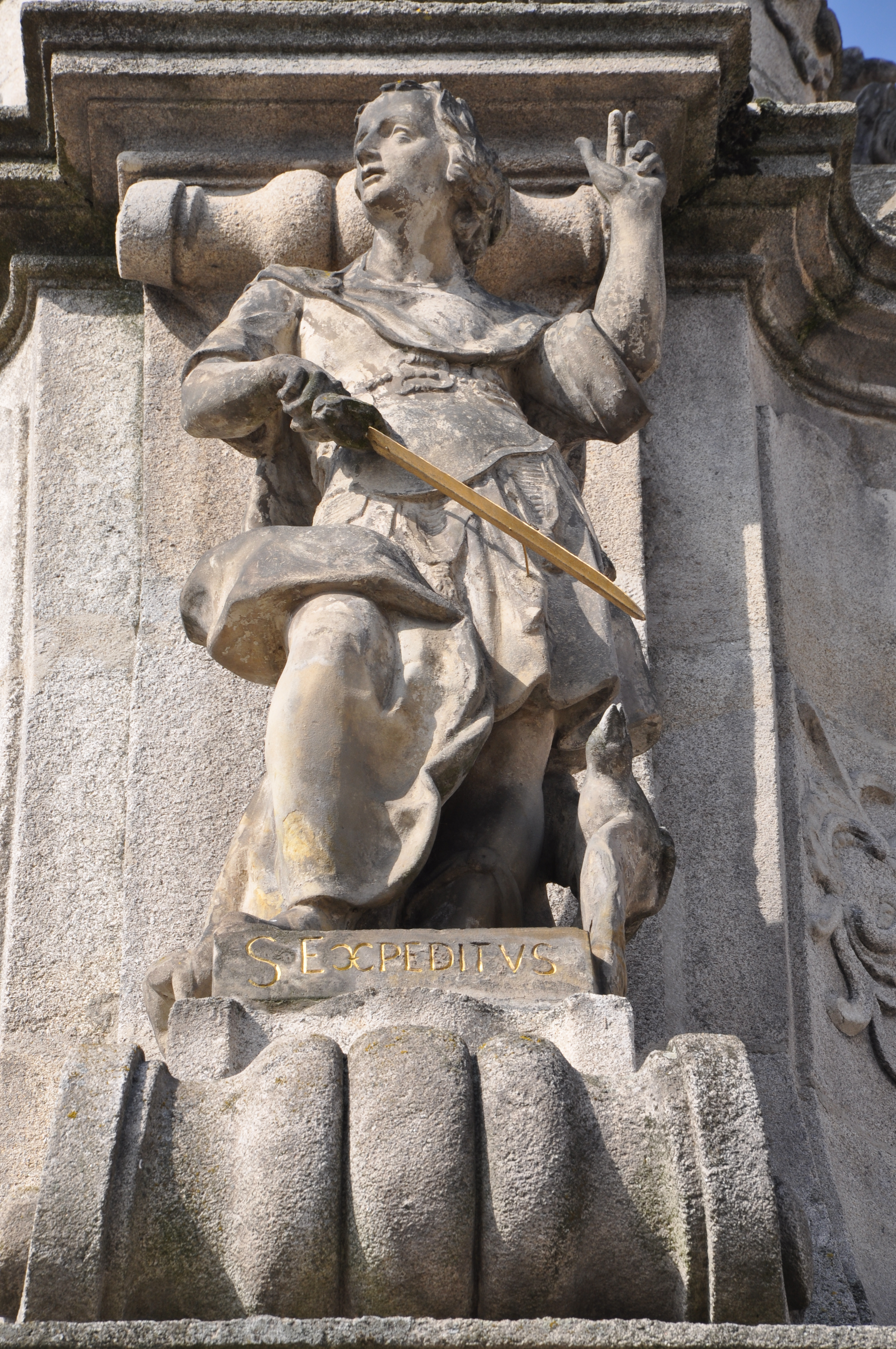
sv. Expedit
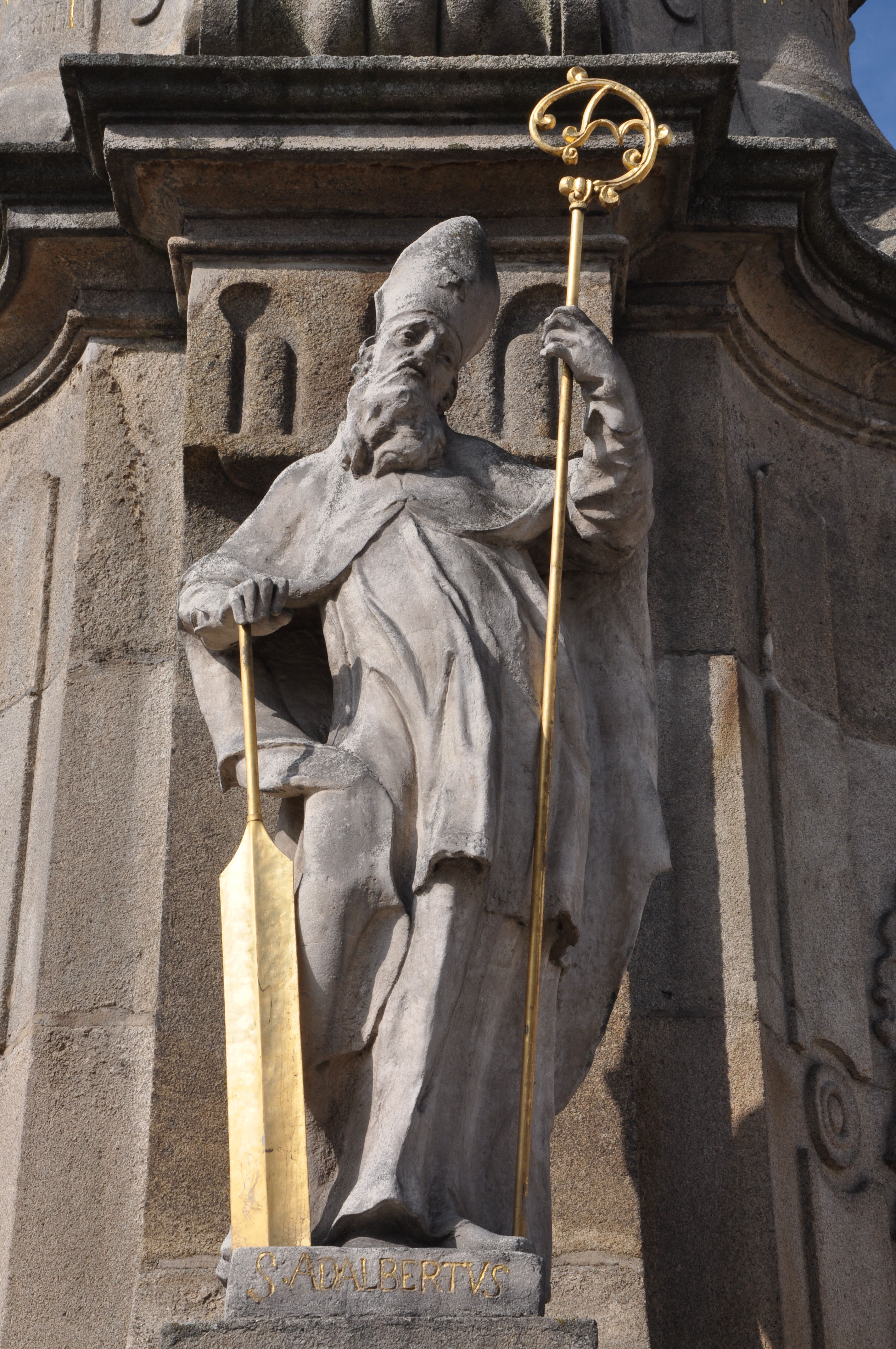
sv. Vojtěch
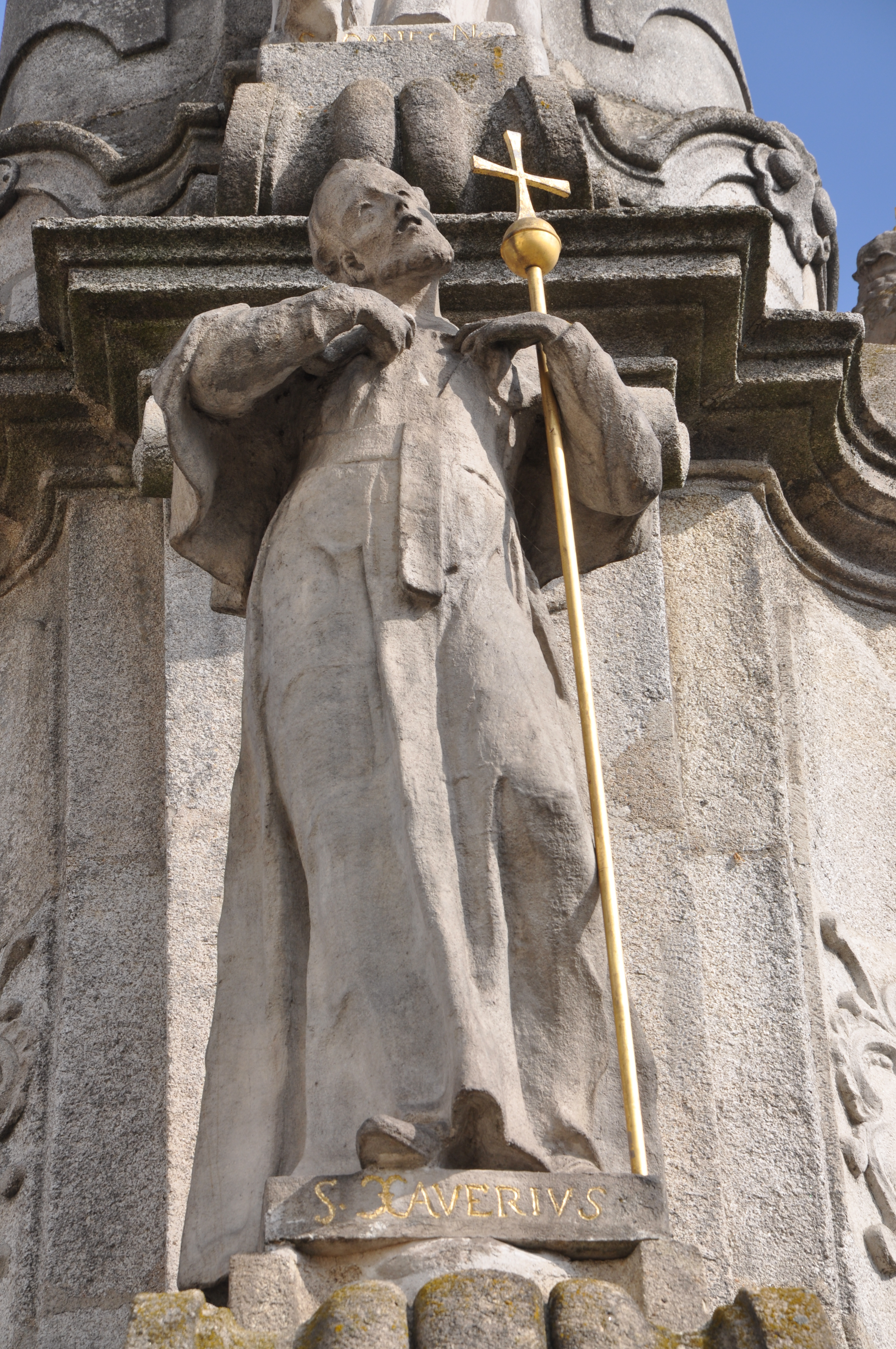
sv. František Xaverský
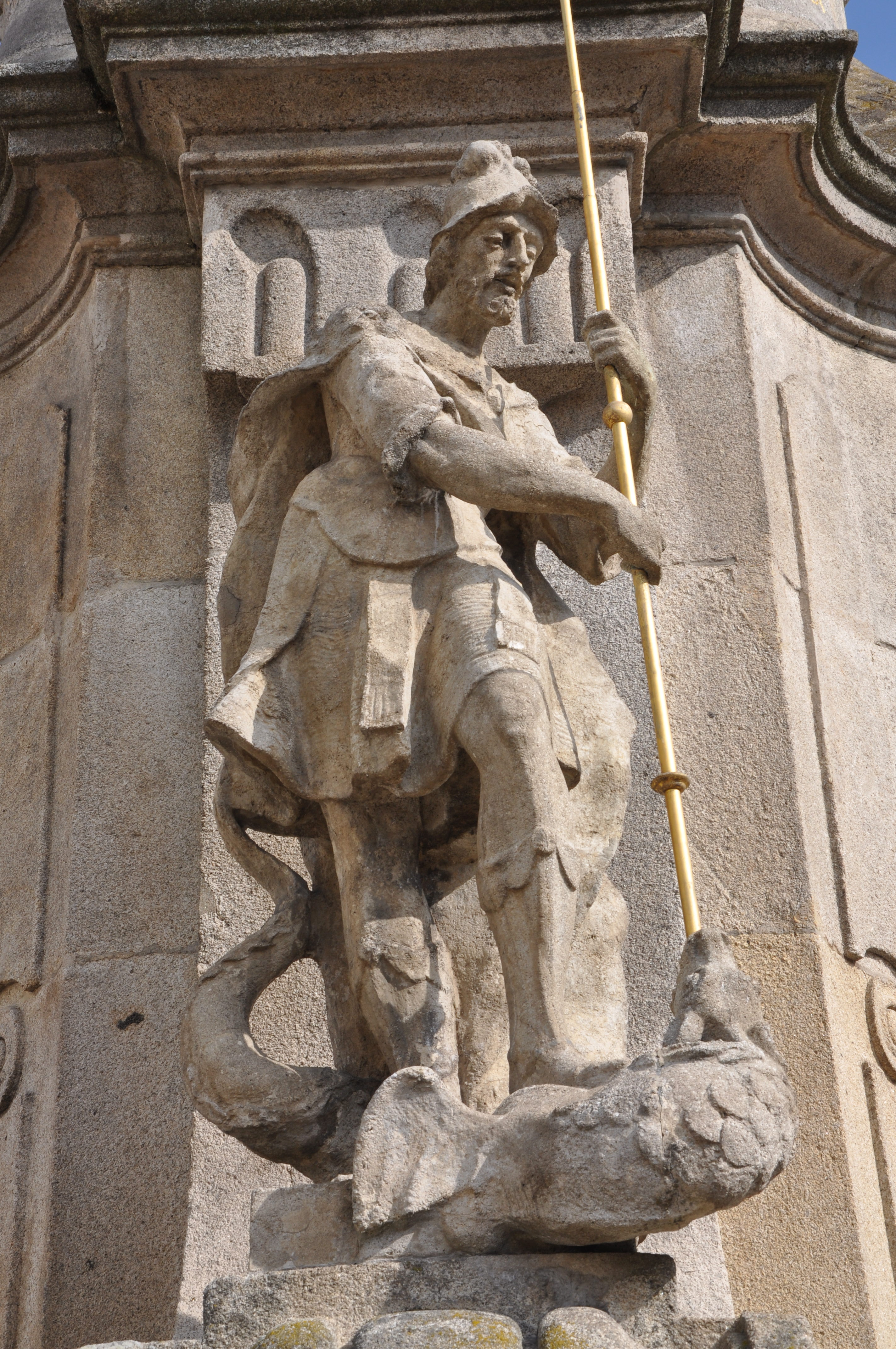
sv. Jiří
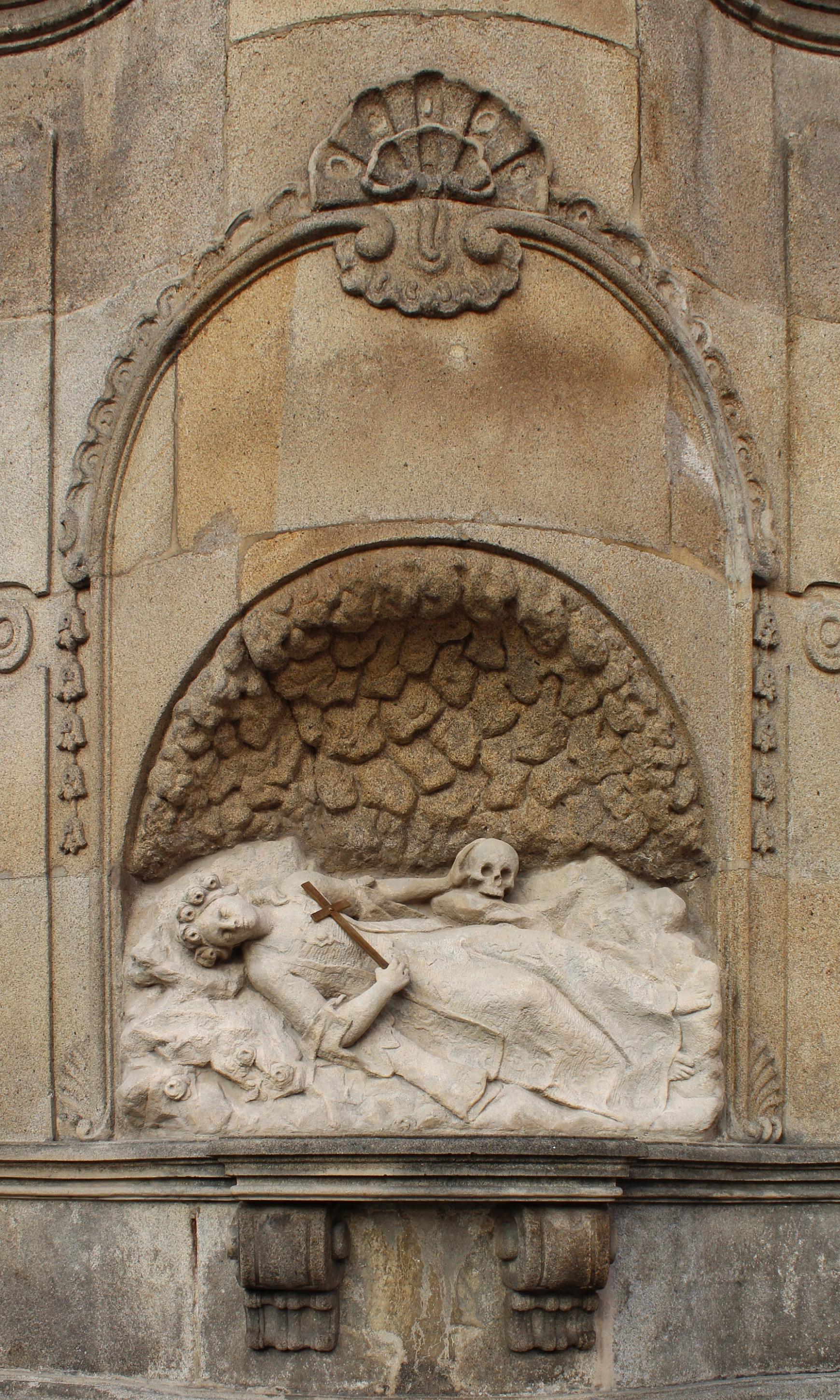
sv. Rozálie
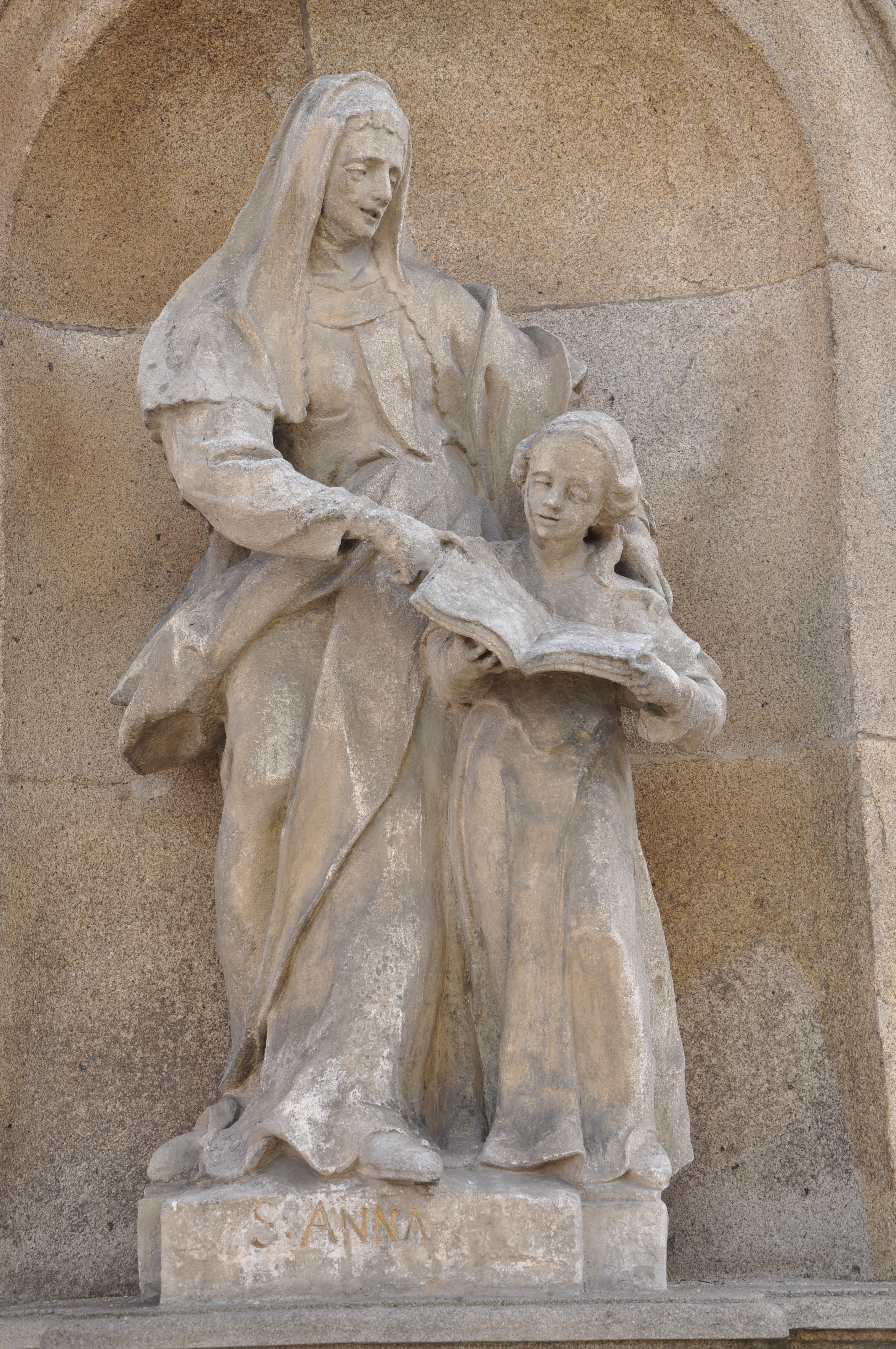
sv. Anna s pannou Marií
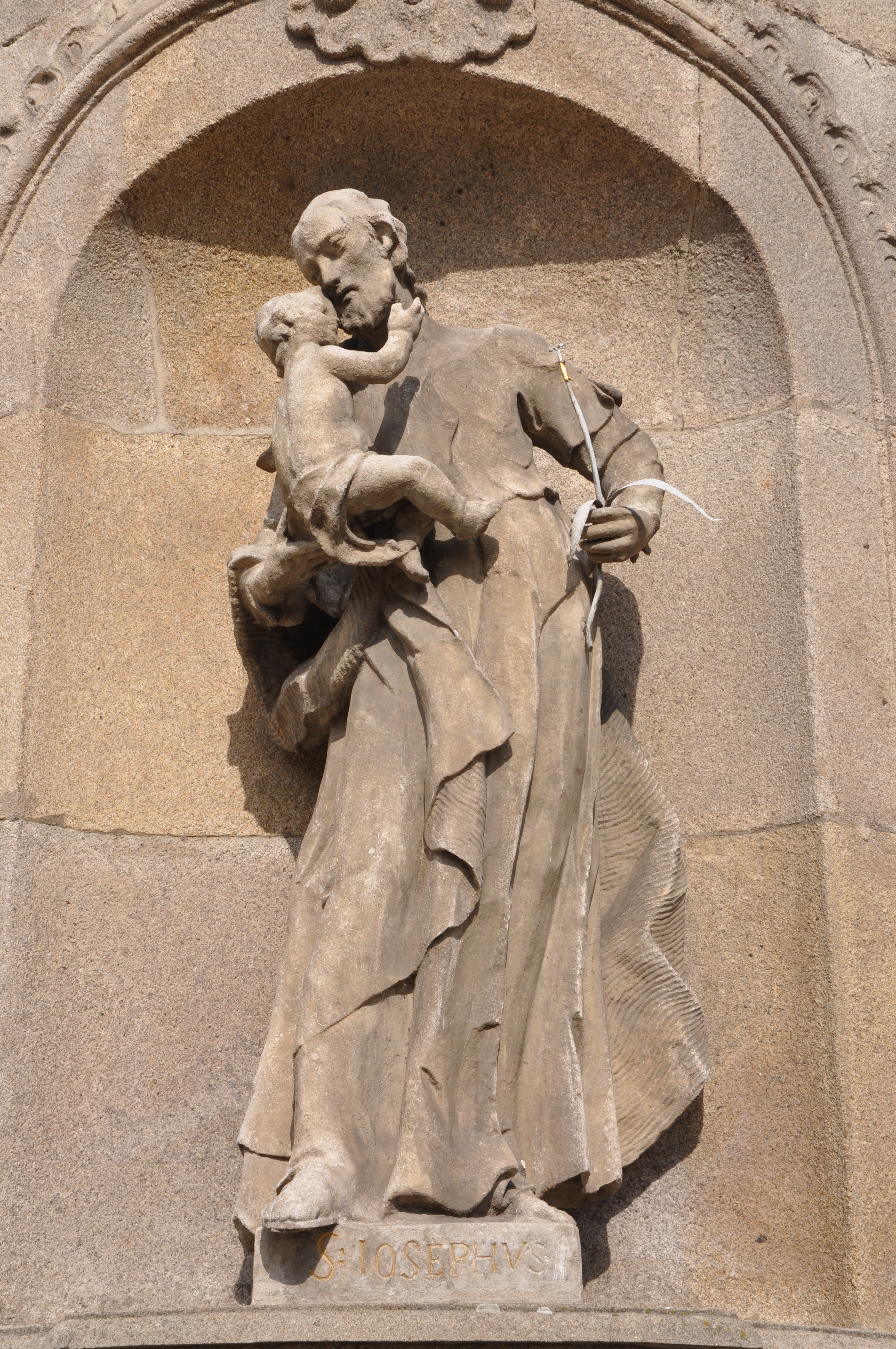
sv. Josef s Ježíškem

### Nápisy
Chronogram
respICe Vota aeterna trIas repLe prIMa seCVnDIs CeLsa sIs InCeptI Meta trIVne DeVs
Defero Cor VnItrIno et Cor LIbo trIgonVM Iste etenIM fInIs DVLCe Coronat opVs
InDIgetes VIrgo VobIs Me SaCro CoLosso Cor faCIs aVt Verae LaMpaDIs Instar erIt.
V překladu: 
Shlédni na oběti, věčná Trojice, naplň počátky příznivým výsledkem, vznešeným budiž podniku cílem, Trojjediný Bože.
Obětuj srdce Trojjedinému a srdce věnuj trojstranné. To budiž zakončení - sladké korunuje dílo.
Světci, Panno, Vám se zasvěcuji sloupem. Srdce na způsob pochodně aneb opravdové svítilny bude.